# A. C. de Freitas & Co.
A. C. de Freitas & Co. war eine Handelsfirma und Reederei in Hamburg.

## Geschichte

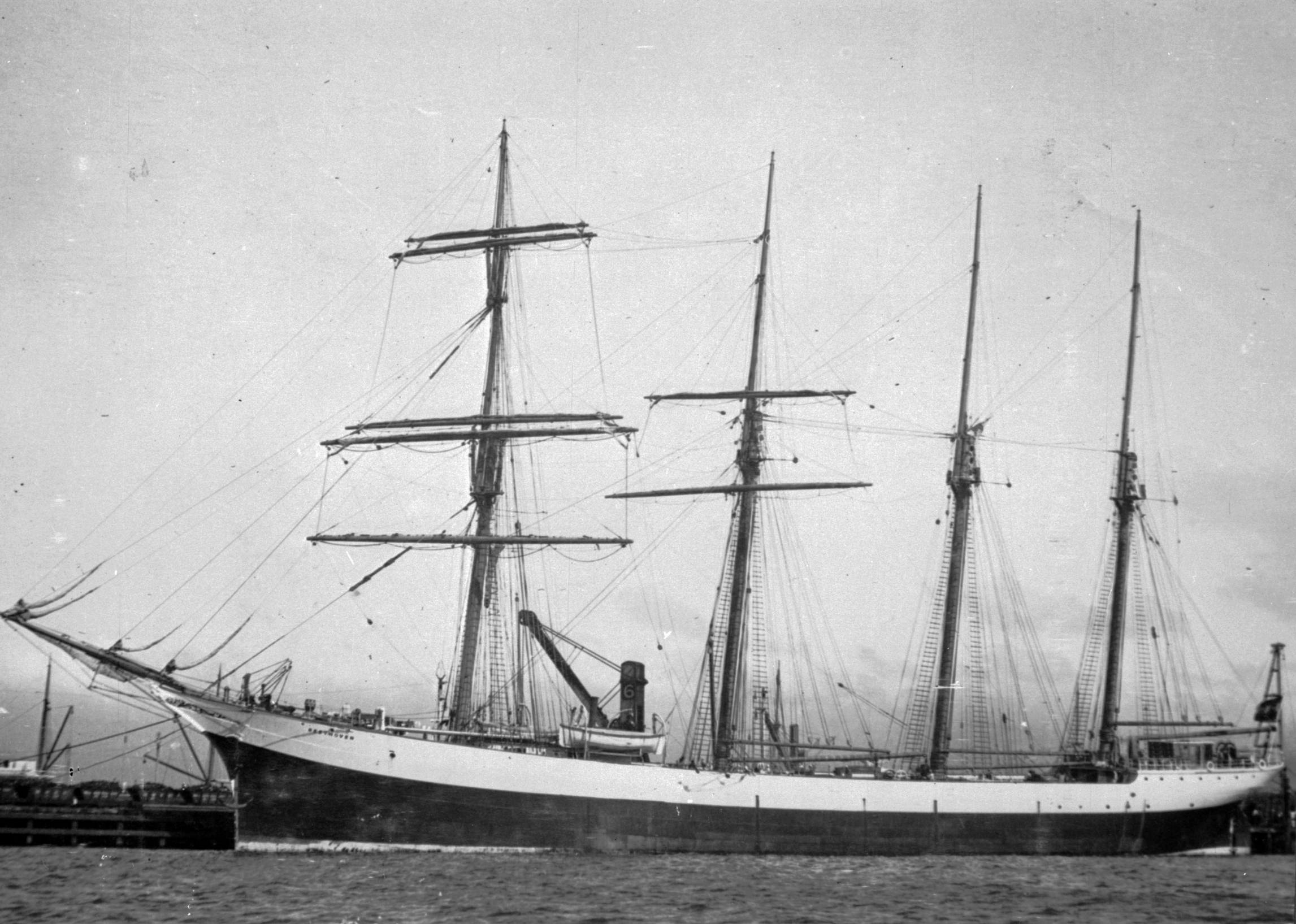
Viermastbarkentine SSS „Beethoven“ (1904 – 1914 verschollen)

Die Handelsfirma und Reederei A. C. de Freitas & Co. wurde 1835 von Augusto Constantino de Freitas (1809–1881) in Hamburg gegründet. Aus kleinen Anfängen mit Segelschiffen, die Waren auf eigene Rechnung trugen, entstand ein beachtliches Unternehmen. Um 1879 ersetzten Dampfschiffe die kleine Flotte von Segelschiffen. 1884 begann der regelmäßige Liniendienst in das Adriatische Meer und 1892 nach Südbrasilien und Argentinien.
Für die HAPAG, deren Generaldirektor er von 1899 bis 1918 war, kaufte Albert Ballin im Jahr 1900 die 14 in der Südamerikafahrt beschäftigten Dampfer. Das Ende der Reederei kam 1911 mit dem  Verkauf der sechs im Mittelmeer eingesetzten Dampfer an die Deutsche Levante Linie. Im selben Jahr mussten auch die beiden großen Segelschulschiffe Beethoven und Mozart abgestoßen werden. Der Warenhandel wurde unter dem Namen Augusto de Freitas GmbH weitergeführt.
Das Unternehmen fungierte seit 1892 auch als Agentur der in Fiume (heute: Rijeka) ansässigen größten ungarischen Reederei Adria in Transleithanien. Gleichzeitig erteilten A. C. de Freitas & Co ihre Vertretung der Adria in Fiume.